# Luboš Perek
Luboš Perek, né le 26 juillet 1919 et mort le 17 septembre 2020, est un astronome tchèque surtout connu pour le Catalogue Perek-Kohoutek, un catalogue astronomique destiné à cataloguer les nébuleuses planétaires, co-écrit en 1967 avec Luboš Kohoutek. Il a travaillé sur la distribution de masse dans la galaxie, les étoiles à grande vitesse, les nébuleuses planétaires, la définition de l'espace extra-atmosphérique, l'orbite géostationnaire, les débris spatiaux et la gestion de l'espace extra-atmosphérique.
Perek fut diplômé de l'Université Masaryk de Brno en 1946, a obtenu son doctorat en astronomie de l'Université Charles de Prague en 1956 et a obtenu son doctorat en sciences en astronomie en 1961. Il a publié 44 articles sur la dynamique stellaire et les nébuleuses planétaires et 80 articles sur l'orbite géostationnaire, la définition de l'espace extra-atmosphérique, les débris spatiaux et la protection de l'environnement spatial.
L'astéroïde (2900) Luboš Perek, découvert par son collègue astronome Luboš Kohoutek, porte son nom. Le plus grand télescope de Tchéquie est également nommé d'après Perek.

## Postes
- Membre correspondant de l'Académie tchécoslovaque des sciences en 1965.
- Professeur agrégé à l'Université Masaryk de 1952 à 1956.
- Professeur invité à l'Université Northwestern en 1964.
- Secrétaire général de l'Union astronomique internationale de 1967 à 1970[3].
- Directeur de l'Institut astronomique de l'Académie tchécoslovaque des sciences de 1968 à 1975.
- Chef de la Division des affaires spatiales des Nations unies, à New York, de 1975 à 1980.

## Médailles
- Université de Liège (1969)
- ADION (1972)
- T. Hagecius de Hajek (1980)
- Nagy Erno (1981)
- Université de Zagreb (1982)
- Ville de Paris (1982)
- Collège de France (1986)
- Prix Jules-Janssen de la Société astronomique de France (1992)